# Adelheid van Eu
Adelheid van Eu (?-La Mothe-Saint-Héray, 13-15 mei 1246), vrouwe van Hastings, was een dochter van Hendrik II van Eu en Maud van Varennes. Zij volgde in 1191 haar vader op als gravin van Eu. Zij wordt ook wel Alice van Eu genoemd. In 1194 trouwde zij met Rudolf van Lusignan (1165-1219) en werd de moeder van:
- Guarin van Eu
- Maud (Mathilde) van Eu ( - 14 augustus 1241) gehuwd met Humphrey van Bohun (1208-1275), graaf van Hereford en Essex[2]
- Rudolf II (1214 1246)
- Jeanne.